# 助賁尼師今

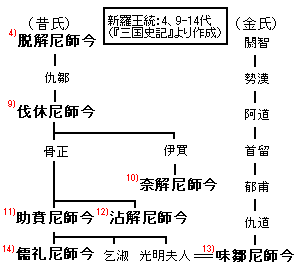
三国史记中的新罗国世系

助賁尼師今（？—247年），新羅第11代君主。

## 生平
父為伐休尼師今與紫凰夫人之長男骨正太子；母為仇道葛文王（金氏始祖金閼智後人、13代君主味鄒尼師今之父）與召文國公主雲帽夫人之女玉帽夫人；妃為奈解王與紅帽夫人之女阿爾兮王后。 奈解王將死，遺言以婿助賁繼位。 助賁王身長、美儀采、臨事明斷，國人畏敬。
公元231年，拜奈解尼師今之子于老為大將軍，討破甘文國，以其地為郡。 在位期間，與高句麗、百濟及倭發生磨擦。
死後，其弟沾解尼師今繼承王位。

## 家庭

### 夫人
- 阿爾兮夫人
- 朴氏，奈音葛文王之女，儒禮尼師今之母

### 子女
- 儒禮尼師今
- 昔乞淑，伊湌，基臨尼師今的父亲
- 光明夫人，味鄒尼師今的夫人